# 伯納多·史特羅齊
伯納多·史特羅齊（Bernardo Strozzi；1581年—1644年8月2日）是義大利巴洛克畫家和雕刻家。作為一名畫布和壁畫藝術家，主題範圍包括歷史、寓言、日常風物、肖像畫及靜物畫。他出生及最初活躍於熱那亞，職業生涯的後期在威尼斯發展。他的作品對這兩個城市的藝術發展產生了相當大的影響，被認為是威尼斯巴洛克風格的主要創始人。